# Kateřina Nash
Kateřina Nash, geboren als Kateřina Hanušová (Prachatice, 9 december 1977) is een Tsjechisch langlaufster, mountainbikester en veldrijdster. Ze is getrouwd met de Amerikaanse skiër Marcus Nash.

## Biografie
In 1998 en 2002 deed Hanušová namens Tsjechië mee aan het langlaufen op de Olympische Winterspelen. In 1998 in Nagano eindigde ze als zesde in de estafette. In 2002 in Salt Lake City werd ze vierde in de estafette en 20e op de 15 kilometer. Later stapte ze over naar het veldrijden waar ze onder andere brons won op de wereldkampioenschappen van 2011.
Ook in het mountainbiken was ze succesvol, bij de wereldkampioenschappen mountainbike 2010 won ze met Tsjechië brons op de teamestafette. Bij het olympisch debuut van de mountainbikesport in 1996 (Atlanta) eindigde ze als negentiende, op ruim dertien minuten achterstand van winnares Paola Pezzo uit Italië. In 2012, bij de Spelen in Londen, kwam ze als veertiende over de streep.
In 2013 won ze voor het eerst een wereldbekerwedstrijd mountainbike waarna ze aankondigde in 2014 een kleiner programma te gaan rijden met vooral wedstrijden in Tsjechië en Amerika. Ze bleef wel actief in het veldrijden. Ze werd drie keer nationaal kampioene en won brons op het EK en WK; de laatste keer was tijdens het WK 2017 in Bieles, Luxemburg. Ook won ze zes wereldbekerwedstrijden, waaronder twee maal de Citadelcross in Namen.

## Palmares

### Mountainbiken
| Seizoen | Wereldbeker | OS  | WK  | EK    | TK   | Overige                                            | Totaal aantal zeges |
| ------- | ----------- | --- | --- | ----- | ---- | -------------------------------------------------- | ------------------- |
| 2006    |             | NVT | 16e |       |      |                                                    | 0                   |
| 2007    |             | NVT | 33e | Brons | Goud |                                                    | 1                   |
| 2008    |             | DNS | 12e |       |      |                                                    | 1                   |
| 2009    |             | NVT |     |       |      |                                                    | 0                   |
| 2010    |             | NVT | 16e |       | Goud |                                                    | 1                   |
| 2011    |             | NVT | 14e |       |      |                                                    | 8                   |
| 2012    |             | 14e | 21e |       |      | Colorado                                           | 1                   |
| 2013    | Mt-St-Anne  | NVT | 18e | 4e    |      |                                                    | 1                   |
| 2014    |             | NVT | 21e | DNS   |      | Dripping Springs, Bonelli Park, Missoula, Colorado | 4                   |
| 2015    |             | NVT | DNS | DNS   |      |                                                    | 4                   |
| 2016    |             | 5e  | 7e  | DNS   |      | Walpole, Monterrey                                 | 2                   |

### Veldrijden
| Seizoen   | Wereldbeker | Superprestige | DVV Trofee     | WK    | EK    | TK   | Overige                                                                                             | Totaal aantal zeges |
| --------- | ----------- | ------------- | -------------- | ----- | ----- | ---- | --------------------------------------------------------------------------------------------------- | ------------------- |
| 2006-2007 |             |               |                |       |       |      | Portland                                                                                            | 1                   |
| 2007-2008 |             |               |                |       |       |      | | 0                   |
| 2008-2009 |             |               |                |       | Brons |      | Louisville, Portland, Portland                                                                      | 3                   |
| 2009-2010 | Roubaix     |               |                | 4e    | 4e    | Goud | Louisville, Windsor, Portland, Portland                                                             | 6                   |
| 2010-2011 |             |               |                | Brons | DNS   | Goud | Redmond, Issaqhua, Vegas, Ford Collin, Portland, Portland                                           | 7                   |
| 2011-2012 | Tabor       |               |                | 8e    | DNS   | DNS  | Vegas, Redmond, Issaqhua, Sun Praire, Sun Praire, Ford Collin, Northampton, Northampton, Bend, Bend | 11                  |
| 2012-2013 |             | Diegem        | Baal           | 4e    | DNS   | DNS  | Los Angeles, Los Angeles, Deschutes, Deschutes, Cincinnati                                          | 7                   |
| 2013-2014 |             |               |                | DNS   | DNS   | DNS  | Vegas, Providence, Providence, Cincinnati, Iowa, Iowa, Iowa, Los Angeles, Los Angeles, Deschutes    | 10                  |
| 2014-2015 | Namen       |               | Loenhout, Baal | 5e    | DNS   | Goud | Herbine, Manson, Derby, Derby, Iowa, Iowa, Los Angeles, Los Angeles                                 | 1                   |
| 2015-2016 | Vegas       |               |                | DNS   | DNS   | DNS  | Providence, Providence, Los Angeles, Los Angeles, Iowa                                              | 6                   |
| 2016-2017 | Namen       |               |                | Brons | DNS   |      | Iowa, Mason, Louisville, Louisville, Los Angeles, Los Angeles, Uničov                               | 8                   |
| 2017-2018 | Iowa        |               |                |       |       |      | | 1                   |